# Rolf Badenhausen (Unternehmer)

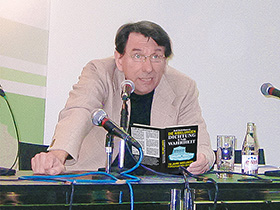
Rolf Badenhausen 2006

Rolf Badenhausen (* 1955 in Dorsten) ist ein deutscher Unternehmer, Elektronikentwickler und Autor. Der Theaterwissenschaftler Rolf Badenhausen war sein Onkel.

## Werdegang und berufliche Tätigkeiten
Nach seinem Abitur auf dem altsprachlich ausgerichteten Städtischen Gymnasium Bottrop studierte Badenhausen von 1974 bis 1979 Elektrotechnik an der Ruhr-Universität Bochum. Als freier Mitarbeiter des auf die Herstellung von optoelektronischen und medizintechnischen Sondererzeugnissen spezialisierten Familienunternehmens war er für dessen Entwicklungsabteilung und Patentanmeldungen tätig. Für die seinerzeit erste Stufe der Abgasuntersuchung, welche ab dem 1. April 1985 als „ASU“ zunächst nur für alle Ottomotoren vorgeschrieben war, entwickelte er elektronische Diagnosesysteme, die den nunmehr strengeren Anforderungen für die genauere Erfassung von motorspezifischen Kenngrößen und des CO-Emissionsgrenzwerts gerecht wurden. Vor der Einführung der zweiten Stufe der AU (1993), welche zusätzlich für Diesel- und Otto-Katalysatormotoren eingeführt wurde, veröffentlichte Badenhausen in der im Verlag Heinz Heise erschienenen Fachzeitschrift Elrad erstmals die bislang nur weitgehend für Kfz-Fachwerkstätten mögliche Oszillogramm-Diagnostik zur Erkennung verbrennungsmotorischer Fehlerquellen auch für ein technisch interessiertes Privatpublikum.
Daneben ist Badenhausen Mitverfasser der von dieser Zeitschrift an Elektronikentwickler herausgegebenen „Laborblätter“ und schrieb zahlreiche Artikel für die Elektronikmagazine elektor und Funkschau.
Rolf Badenhausen ist Mitgesellschafter des Dorstener Fachhandels- und Dienstleistungsunternehmens Badenhausen GbR und setzt sich zur Schonung von Ressourcen für intensivierte Reparaturmöglichkeiten für ältere Elektro- und Elektronikprodukte ein.

## Privater Schwerpunkt
Heinz Ritter-Schaumburgs forschungswissenschaftlich umstrittene These über die chronistische Verlässlichkeit der Thidrekssaga aufgreifend befasst sich Badenhausen mit deren Historizitätsfrage und veröffentlichte hierzu eine Reihe von Netzbeiträgen sowie zwei Monografien und einen Forschungsband als Co-Autor und Herausgeber. Seit 2022 ist er Vorstandsmitglied für Öffentlichkeitsarbeit im Dietrich-von-Bern-Forum. Verein für Heldensage und Geschichte e. V.

## Publikationen

### Fachzeitschriften (Auswahl)
- Rolf Badenhausen: Motordrehzahl und Schließwinkelmessung. In: Funkschau 3/1982 (S. 87–88)
- Rolf Badenhausen: Polarizer-Steuersysteme für Ein- und Mehrteilnehmeranlagen. In: Elektor Satellit 2 Sonderheft Plus 17, 1992 (S. 24–29)
- Rolf Badenhausen: SMD-Lötstation. In: Elrad. Ausgaben 7/8/1989 (S. 32–36) und 9/1989 (S. 79–80)

### Werke
- Rolf Badenhausen: Die Nibelungen. Dichtung und Wahrheit. Monsenstein und Vannerdat, Münster 2005, ISBN 3-86582-044-1.
- Rolf Badenhausen: Sage und Wirklichkeit. Dietrich von Bern und die Nibelungen. Monsenstein und Vannerdat, Münster 2007, ISBN 978-3-86582-589-6.
- Rolf Badenhausen (Hrsg. und Co-Autor), Karl Weinand: Bonn-Bern-Verona. Theoderich der Große und Dietrich von Bern in Sage und Geschichte. Reihe: Forschungen zur Thidrekssaga. Untersuchungen zur Völkerwanderungszeit im nördlichen Mitteleuropa (Hrsg. Dietrich-von-Bern-Forum). Band 10, Bonn 2024, ISBN 978-3-7597-9345-4 (Inhalt, Vorwort, Einleitung).

### Online-Publikationen (Auswahl)
- Rolf Badenhausen: Dietrich von Bern – Chronik oder Dichtung? Kommentar zur Thidrekssaga-Forschung (Abgerufen am 20. Juni 2019)
- Rolf Badenhausen: Merovingians by the Svava (Abgerufen am 20. Juni 2019)
- Rolf Badenhausen: Analoge Musik vs. CD: Über tonale Unstimmigkeiten und mehr (Abgerufen am 20. Juni 2019)